# Literatura en corso
Literatura en corso, o literatura corsa, es la literatura que se hace en corso, una lengua romance que se habla en la isla de Córcega, en Francia.

## Primeras muestras
Las primeras muestras son de carácter oral. Hay una gran riqueza y variedad de temas. Las principales muestras de cantos populares corsos son los voceru, lamentu, nanna, chjama è rispondi, sirinatu, fola (cuentos), stalvatoghju (canciones divertidas), filastrocce y los cantos paghjella (políticos y propagandísticos, hechos en tres versos octosílabos, que podían ser musicales, vocales y polifónicos). Las fole cuentan con personajes de carácter sobrenatural, como el mazzaru (cazador de almas), la strega (encantadora), los lagrimanti y los murtalaghji. El lamentu, por su parte, es un canto de carácter amoroso (cómo el Terzetti rusinchi), o bien un canto de emigrantes (como el Barbara Furtana), conscriptos (como Quandu seró per Corti), también cantos de prisioneros (como U piuvanu Turchini) o bien contumaces (como Ghjuvan Camellu). También hay parodias cantadas, como el Fasgianu (divertido), el Filicone (más grave) y el Spanettu (satírico).

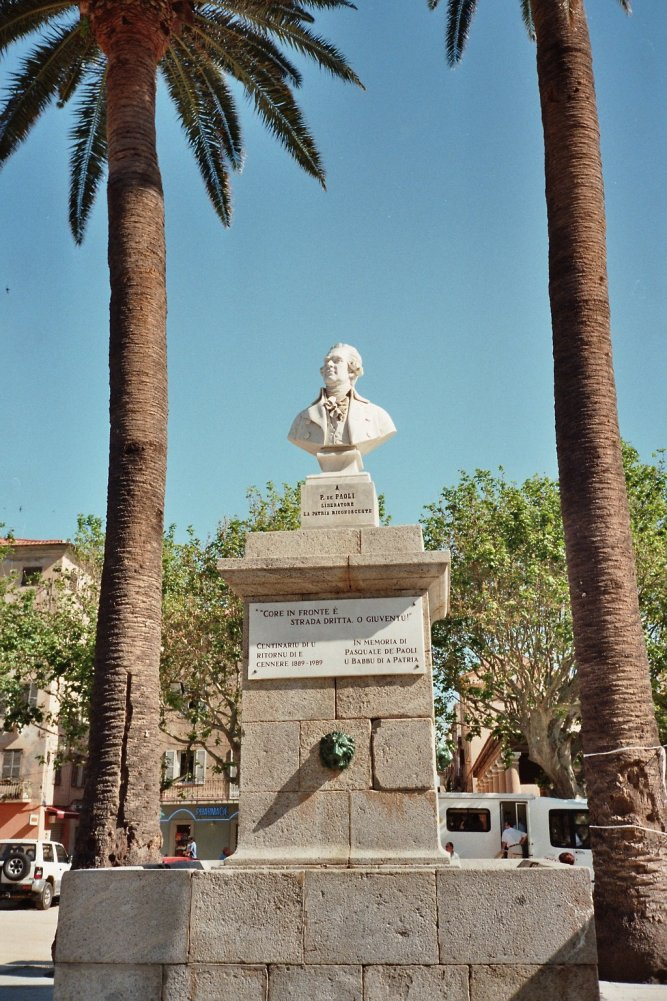
Busto de Pasquale Paoli en Ile Rousse, en Córcega.

La literatura culta sin embargo, se hacía en italiano toscano. En el siglo XIV apareció en lengua toscana la Crónica de Giovanni della Grossa (1388-1464), continuada posteriormente por Pier Antonio Monteggiani (1464-1525) y Marcantoni Ceccaldi (1526-1559) con Storia de Corsica, publicada en 1594 por Anton Pietro Filippini.
Durante el siglo XVI se distinguirían dos corrientes. Por un lado, versiones a la corsa de autores italianos de cierta difusión en la isla: Torquato Tasso, Ariosto, Marini. Por otra, autores en italiano de origen corso, muchos de ellos recogidos en la antología de Hyacinthe Yvia-Croce Antologie des écrivains corses (1929-1931). Destacarían Ignazio Cardini (1566-1602), Pietro Cirneo (1447-1507) autor en latín de De rebus corsicis ; Guiglielmo Guglielmi de Orezza (1644-1728) con A Malannata y Ottave giocose (1702), 36 octavas en italiano a las cuales une un lamentu en dialecto de Bastia, un vocero del norte, una nanna y una serenatta del sur.
En el siglo XVII, en Bastia, hogar de las letras corsas, se fundaría en 1659 la Accademia dei Vagabondi, siguiendo los modelos peninsulares italianos. Angelo Francesco Colonna compuso un Commentario della glorie e prerogative dei Regno e Popoli di Corsica (1685).
Durante la revolución corsa (1729-1763) destacaron teóricos, polemistas y panfletarios como Giulio Matteo Natali, con Disinganno intorno alla Guerra di Corsica (1736); Don Gregorio Salvini, con Giustificazione della Revoluzione di Corsica (1758-1764); la correspondencia de Pasquale Paoli, publicada en 1846 y el anónimo Sentimenti dei Nazionali Corsi contro l'invasione della patria (1771). En medio esta misma publicación, destaca el Vir Nemoris, canto épico en versos latinos de Giuseppe Ottaviano Nobili-Savelli (1742-1807), compuesto en 1771-1772 que narra el exilio interior del padre Domenico Leca "Circinellu". Ampliamente corregido y mutilado por el editor Tommaseo en su momento, aparece pro primera vez por completo en 2008, con una traducción de François-Michel Durazzo. La tradición toscanizante, sin embargo, se mantiene merced a Vicenzo Giubega (1761-1800) de Calvi, traductor de Ovidio y Catulo al corso.

## El siglo XIX
De nuevo será Bastia el centro cultural de la literatura corsa. Salvatore Viale (1787-1861) compuso la que es considerada primera obra moderna en lengua corsa, La dinomachia (1817), escrita en italiano pero con los diálogos en corso y que no fue publicada en Bastia hasta 1835, además de ser autor de los estudios Canti popolari corsi (1843) y Dell'uso della lingua patria in Corsica (1858). Ghjuvan Carlo Gregori (1797-1852), historiador y traductor, el editor Fabiani y las compilaciones de novela histórica hechos por Ghjuvan Vito Grimaldi (1804-1863) con Bartulumea, Ugo Peretti (1745-1837) con I verse di Sagra y Rigolo Carlotti (1805-1878) fueron los miembros más destacados y precursores del movimiento literario corsista.
Con el Risorgimento, el bonapartista Giuseppe Multedo (1810-1896) y el republicano Gian Paolo Borghetti (1816-1897) escribieron en italiano normativo obras de carácter romántico. Ambos eran partidarios de romper con el «arcadismo» de los precursores y descubrir textos en corso como parte del patrimonio popular, como las obras orales contadineschi (labradoras), compuestas por autores en italiano como giocosi (divertimento).
En 1833 Francesco Ottaviano Renucci (1767-1842), que estuvo exiliado en Génova de 1790 a 1804, compuso una Storia della Corsica dal 1789 al 1830 y Novelle storiche corse. En 1840 el francés Prosper Merimée recogió un considerable vocabulario corso en Notes d’un voyage en Corse, que facilitó el conocimiento de la vida de los labradores corsos a los extranjeros. En 1841 el italiano Niccolò Tommaseo (1802-1874) recoge unos Canti popolari corsi, pero con voluntad irredentista, y también hace una compilación de la correspondencia de Paoli. Y en 1854 el alemán Ferdinand Gregorovius (1821-1894) escribió Corsica, compendio de historia y geografía de la isla, de carácter romántico. Todos ellos contribuirían al conocimiento de la realidad de los labradores corsos que tendrían los autores posteriores.
En 1866 se publicaría la compilación Minutu corsu de poesía popular anónima. Paolo-Mattei della Foata (1817-1890) ya compuso exclusivamente en corso obras como Nanna del bambinu (1871), A predica di a rustaghja y la compilación Poesie giocose in lingua vernacola della pieve d'Ornano (1891). En francés, Antoine Mattei publicó en 1877 el estudio en francés Les annales de la Corse, primer estudio de los dialectos corsos. Pietro Lucciana Vattalapesca (1832-1909) de Bastia, fundador de la Accademia Cirnea y de la revista literaria en corso Cirno (1905-1908), escribió más de 40 comedias y sainetes en corso, como In campagna (1888), y la compilación Verse italiani e corsi (1887). Finalmente, la gran figura del momento fue Santu Casanova (1850-1934), considerado como el Frédéric Mistral corso, fundador de la primera revista en corso, A Tramuntana (1896-1914), publicada en Ajaccio, desde donde propuso la unificación literaria de los dialectos corsos basada en el habla cismuntana; escribió en italiano versos satíricos como Meraviglioso testamento di Francesco (1875) y La morte ed i funerali di Spanetto (1892) y en corso Primavera corsa (1927), Fiori di Cirnu (1930) y Corsica è Pontenovu (1933). Es considerado el peldaño intermedio entre las viejas generaciones de autores en italiano y las nuevas generaciones de autores en corso.

## El siglo XX
La literatura corsa del siglo XX estará marcada por las nuevas revistas que se crearon. Antes de la Segunda Guerra Mundial destacarían A Muvra con Petru Rocca; A.D. Versini Maiastrale (1872-1950); Matteu Rocca, autor de I lucchetti (1925); Dumenicu Carlotti (1877-1948) con el poema Pampame corse (1926) y la gramática Lessicu comparativu corsu-italianu-francese (1924); Tomasso Alfonsi (1861-1947) y otros cómo Antone Bonifacio (1866-1933) con los poemas Frutti d'imbernu (1924) y el Manualettu di gramática corsa (1925) que será básico en la normalización literaria del corso de aquellos años; Marcu Angeli, autor de Malincunie (1924) y Gigli di stagnu (1932); Ghjuvan-Petru Lucciardi (1862-1928) con U martiriu di Santa Devota (1912) y La schiodazione (1931); Ghjanettu Notinu U Sampetracciu (1890-?) autor de obras de teatro como I succesi di Natale Zuccone (1927), A pulitica (1928), Arcanghjula (1930) y U bascigliè di Fiffina (1932); Petru Ricci di Loretu di Casinca (1880-1950), traductor de Molière y Labiche al corso; Simon Ghjuvanni Vicinguerra de Petra di Verdi y otros muchos.
Por otra parte, entre 1923 y 1939 apareció en Marsella el almanaque bilingüe Annu Corsu, dirigido por Antoniu Bonifaziu y Paulu Arrighi (1895-1975), muy influido por Mistral y el félibrige y que acabará apareciendo en francés con el nombre L'Anne Corse. En él, sin embargo, se publicarían las primeras novelas modernas en corso, Pesciu anguilla, rumanzu bastiese (1930) y Filidatu e Filimonda, o a filastrocca di Marco Mahó (1935) de Sebastianu Nicolai Dalzeto.
En 1926 U. Babbiziu publicó la compilación Una filza di francesismi colti nelle parlate dialettali corse y desde A Muvra hará el 20 de noviembre de 1926 un llamamiento a utilizar una lengua literaria común. También aparecen otras revistas, como U Fucone (Bastia, 1926-1928), A Baretta Misgia (Ajaccio, 1925), Kyrnos, L'Altagna, U Lariciu (bilingüe) y Almanacco Populare di Corsica (en italiano, en Oletta, 1930). También destacaron los autores Ageniu Grimaldi, Simonu d'Auddè y otros.
Después de la Segunda Guerra Mundial, la principal revista literaria en corso fue U Muntese, aparecida en Bastia entre 1955 y 1972, dirigida por Petru Ciavatti y donde colaborarían Petru Rocca, autor de Parlà d’Aghiacciu (1955) y Tempi è tempi (1963), Ignaziu Colombani, autor de Rime di Rustinu (1960); Ghjuvan Maria Bonavita, con U pane azimu (1967); Antone Francescu Filippini (1908-1985) con Puesie (1928), Ballate corse (1940), E miò lune (1956), U prunalbellu (1958), Lochi e stagioni (1968), Aqua d'aprile (1969) y A silente riva (1970); Marcellu Alessandri, Ignaziu Colombani, Peppu Flori y Ghjacumu Simonpoli. Otra revista importante del periodo fue Monte Cintu, aparecida entre 1959 y 1963 y dirigida por Carolu Giovoni (1879-1962), traductor de Virgilio al corso.
Hacia 1974 aparecería la nueva revista Rigiru, de Dumenicantone Geronimi, que iniciaría el «segundo renacimiento» de la lengua corsa, de la que participarían autores como Rinatu Coti (1944), autor de I guai di a signoria y U vangonu neru; Antoniu Trojani, autor de Dopu cena, Sott'à l'olmu y Pece cruda; el gran ensayista, dramaturgo, novelista y poeta Ghjacumu Thiers; los poetas Ghjuvanteramu Rocchi, autor de los poemas U spannamente, Ghjuvanghjacumu Albertini, Ghjacumi Biancarelli, Ghjuvanghjuseppiu Franchi, Ghjacumu Fusina, Ghjacumu Franceschi, Patrizia Gattaceca, Marcellu Acquaviva, Pasquale Ottavi, Francescu-Micheli Durazzo, también traductor, Francescu Mattei y Ghjuvanluigi Moranchini; los dramaturgos Saveriu Valentini y Dumenicu Tognotti, así como los grupos de teatro popular A Tribbiera y A Ghisunaccia.
Con respecto a la música, el grupo más conocido, I Muvrini, fue fundado en 1975 por Gjuvan Francescu y Alanu Bernardini, hijo del poeta Gjuliu Bernardini. Han popularizado el folclore corso en todo el mundo. Otros grupos musicales son I Surghjenti, I Chjami Agnalesi y A Filetta, dedicado a rescatar y explorar la tradición vocal corsa, y el cantautor Ghjuvan Paulu Poletti, autor de la compilación Canta u populu corsu (1975).